# Среднегерманский камерный филармонический оркестр
Среднегерманский камерный филармонический оркестр (нем. Mitteldeutsche Kammerphilharmonie Schönebeck) — немецкий камерный оркестр, базирующийся в Шёнебеке. Нынешнее название носит с 2000 года.
Основан в 1948 году в составе 25 музыкантов как Общественный оркестр Объединения свободных немецких профсоюзов (нем. Gemeinschaftsorchester des FDGB). 24 апреля дал первый концерт. В 1949 году получил название Культурный оркестр Средней Эльбы (нем. Kulturorchester Mittelelbe). С 1952 года выступления оркестра стали охватывать целый регион, включая Магдебург, Гентин, Хальденслебен, Ванцлебен, Штасфурт, Цербст. В течение 1950-х гг. численность оркестра доходит до 50 исполнителей, в 1970-е резко сокращается до 17 музыкантов, затем выросла до 23-х. В 1980-е гг. состоялись первые гастроли оркестра в Польше и Чехословакии, в 1990 году — в городе-побратиме Гарбсене в ФРГ.
В объединённой Германии оркестр некоторое время боролся за выживание, в 1994 году для управления им была создана коммерческая структура. В 1997 год оркестр начал проводить летние фестивали оперетты под открытым небом. В 1998 году оркестр осуществил свою первую запись — двойной альбом «Оркестровые произведения исключённых композиторов» (нем. Orchesterwerke Verfemter Komponisten) с музыкой Бенно Ульфельдера, Мориса Жобера, Дариуса Мийо, Витезславы Капраловой, Николая Рославца и Александра Цфасмана. В 2000 году оркестр гастролировал в ЮАР.
В разные годы с оркестром выступали заметные солисты, в том числе Игорь Ойстрах и Дмитрий Ашкенази.

## Главные дирижёры
- Курт Хеннеман (1948—1970)
- Гюнтер Вендемут (1970—1990)
- Рольф Штадлер (1992—1995)
- Стефанос Циалис (1996—2005)
- Кристиан Симонис (2005—2013)
- Герард Оскамп (2013—2019)
- Ян Михаэль Хорстман (с 2019 г.)